# ليوبولد كارل بليبترو
ليوبولد كارل بليبترو (ولد 22. فبراير 1796 في روتردام ؛ توفي 30 أغسطس 1865 في شتوتغارت) أستاذًا ألمانيًا قام بتدريس الرياضيات ومواد التجارة ثم الحساب السياسي أيضًا.

## المنشورات
- كتاب دراسات الأعمال. لاستخدامها في المحاضرات والدراسة الذاتية. جروس، كارلسروه 1830 ( نسخة رقمية ).
- الغرض من إنشاء مؤسسات التأمين على الحياة. جروس ، كارلسروه 1832 ( Digitalisat ).
- كتيب علم كونتور. جروس، كارلسروه 1835 ( نسخة رقمية ؛ 2. بصمة. المرجع نفسه 1838 ، رقمنة ).
- الدرس الأول في الكيمياء. حررت من الفرنسية بيرجيري. براون ، كارلسروه 1840 ( نسخة رقمية ).
- الحساب السياسي. تعليمات لمعرفة وممارسة جميع الحسابات التي تحدث في النظام السياسي. كتيب لموظفي الخدمة المدنية ورجال الأعمال. وينتر ، هايدلبرغ 1845، ( رقمنة؛ الطبعة الثانية ، المحسنة. المرجع نفسه. 1853، رقمنة ).
- ممارسة تجارية. دليل الإدارة التجارية. لاستخدامها في المحاضرات والدراسة الذاتية. جروس ، كارلسروه 1847 ( نسخة رقمية ).
- مذهب الكمبيالات مع الإشارة إلى القوانين القائمة. إنكه، إرلانجن 1860 ( نسخة رقمية ).
- كتيب العملات والمقاييس والأوزان والكمبيالات والأوراق المالية الحكومية والبنوك وأسهم الدول والمدن الأوروبية وغير الأوروبية. إنجلهورن، شتوتغارت 1861 ( نسخة رقمية ).

## المؤلفات
- ملفات الموظفين في دار المحفوظات العامة للدولة في كارلسروه
- كلاوس فريدريش بوت: ليوبولد كارل بليبترو (1796-1865) مدرس تجاري في كارلسروه بوليتكنيك (مع صورة شخصية). في: كلاوس فريدريش بوت (محرر. ): السير الذاتية المهنية لمعلمي المدارس التجارية للقرن التاسع عشر مئة عام. الثانية، طبعة مكبرة بشكل كبير. اوسل، ديتمولد 2017، ISBN 978-3-940625-72-4، ص 206-211.